# ريد كونالي
ريد كونالي (بالإنجليزية: Red Connolly)‏ هو لاعب كرة قاعدة أمريكي، ولد في 1863 في نيويورك في الولايات المتحدة، وتوفي بنفس المكان في 2 مارس 1896.

## وصلات خارجية
- ريد كونالي على موقعبيزبول رفرنس.كوم (الدوري الرئيسي) (الإنجليزية)
- ريد كونالي على موقعبيزبول رفرنس.كوم (الدوري الثانوي) (الإنجليزية)